# Radogost (Pogórze Kaczawskie)
Radogost (niem.  Janusberg) – wzniesienie o  wysokości 398 m n.p.m. w południowo-zachodniej Polsce, na Pogórzu Zachodniosudeckim, dokładniej na Pogórzu Kaczawskim.
Wzniesienie położone jest na terenie Parku Krajobrazowego „Chełmy” w województwie dolnośląskim, w południowo-wschodniej części Pogórza Kaczawskiego, dokładniej na Pogórzu Złotoryjskim, około 3,2 km na południowy wschód od Myśliborza.

## Ukształtowanie terenu i budowa geologiczna
Niewielkie powulkaniczne wzniesienie, w kształcie ściętego stożka, o dość stromym północnym i wschodnim zboczu, z wyraźnie podkreślonym wierzchołkiem, wznosi się na wschodniej krawędzi Wzgórz Złotoryjskich. Wzniesienie o zróżnicowanej budowie geologicznej, zbudowane z bazanitu mioceńskiego, stanowiącego część dawnego wulkanicznego komina, z towarzyszącą mu pokrywą lawową. Bazanit budujący wzniesienie jest spękany, tworzy regularne słupy lub grube nieregularne pseudosłupy. Na zboczach występują skalne duże ostrokrawędziste głazy tworzące miejscami rumowiska skalne. Na północnym zboczu wzniesienia powyżej 340 m n.p.m., występuje grupa skał pochodzenia wulkanicznego. Niższe partie zbocza pokrywa warstwa utworów soliflukcyjnych, a u podnóża występują osady glacjalne, fluwioglacjalne. 

## Geneza nazwy
- Radogost to dawna słowiańska góra kultowa.
- Radogost w mitologii słowiańskiej był bogiem plemion Słowian połabskich, Wieletów, czczony w Radogoszczy, oraz jak podaje Kronika Słowian „Chronica Slavorum” Helmolda, był również bogiem plemienia Obodrytów.
- Wzniesienie przed 1945 rokiem nosiło nazwę „Janusberg”.

## Wieża widokowa
Na szczycie znajduje się murowana z granitu i cegły okrągła w przekroju wieża widokowa o wysokości 22 metrów, zbudowana w 1893 (rok w agrafie nad wejściem – Anno: 1893), wyremontowana w latach 90. XX w. Z tarasu widokowego wieży rozciąga się panorama na Sudety, Przedgórze Sudeckie, Wał Trzebnicki (dokładniej Wzgórza Dalkowskie i Wzgórza Trzebnickie) i Równinę Wrocławską. Przy odpowiednich warunkach atmosferycznych dojrzeć można liczne obiekty infrastruktury KGHM oraz Jawor, Polkowice, Lubin, Legnicę i Wrocław. 
W pobliżu szczytu prowadzi szlak turystyczny
- czerwony – prowadzący wschodnim podnóżem z Bolkowa do Złotoryi.